# Hasteola
Hasteola é um género botânico pertencente à família Asteraceae.